# Christian Balthasar von Hartmannsdorff
Christian Balthasar von Hartmannsdorff, auch Christian Balzer von Hartmannsdorf (* 27. Januar 1746 in Lüssow (bei Stralsund); † 9. März 1820 in Greifswald), war Richter am Hofgericht Greifswald.
Er war der Sohn des Balthasar (Balzer) Gustav von Hartmannsdorff (1702–1750), Pfandbesitzer des Gutes Lüssow bei Stralsund, und dessen Frau und Cousine Johanna Dorothea Catharina (1715–1782), Tochter des Hofgerichtsdirektors Johann Christian von Hartmannsdorf. Von 1766 bis 1795 war er Referendar am Hofgericht in Greifswald, danach Assessor. Die Regierung Schwedisch-Pommerns verlieh ihm 1813 den Titel Oberappellationsrat.  Er blieb auch nach dem Übergang Schwedisch-Pommerns an Preußen in seinem Amt. Zu seinem 60. Dienstjubiläum wurde ihm 1816 der Rote Adlerorden III. Klasse verliehen.
Christian Balthasar von Hartmannsdorff war nicht verheiratet. Nach seinem Tod ging der größere Teil seines Vermögens, rund 15.000 Taler, an Verwandte und andere Personen, zum Teil als Vermächtnis zu religiösen oder wohltätigen Zwecken. Die restlichen etwa  12.500 Taler stiftete er je zur Hälfte der Witwenkasse des Hofgerichts und der Stadtarmenkasse.
Im Greifswalder Dom befindet sich ein bronzenes Epitaph zu seinen Ehren.